# Patrick Banggaard
Patrick Banggaard Jensen (Otterup, 4 april 1994) is een Deens voetballer die als verdediger voor SønderjyskE speelt.

## Carrière
Patrick Banggaard speelde in de jeugd van Otterup Bold- & Idrætsklub, Fjordager Idrætsforening en Vejle Boldklub Kolding, waar hij in 2012 met het eerste elftal in de 1. division speelde. In 2013 maakte hij de overstap naar FC Midtjylland, waar hij tot 2017 speelde. In 2017 vertrok hij naar SV Darmstadt 98, waarmee hij uit de Bundesliga degradeerde. Na in 2018 een half jaar met Darmstadt in de 2. Bundesliga gespeeld te hebben, werd hij voor de tweede seizoenshelft aan Roda JC Kerkrade verhuurd. Hij debuteerde voor Roda JC op 4 februari 2018, in de met 2-2 gelijkgespeelde uitwedstrijd tegen AZ. Hij begon in de basis, en scoorde in de 13e minuut een eigen doelpunt. Met Roda JC degradeerde hij via de nacompetitie uit de Eredivisie. In augustus 2018 werd Banggaard door Darmstadt voor een seizoen verhuurd aan Paphos FC uit Cyprus. Sinds 2019 speelt hij voor SønderjyskE.

### Statistieken
| Seizoen                        | Club               | Land           | Competitie     | Competitie | Competitie | Beker | Beker | Internationaal | Internationaal | Overig | Overig | Totaal | Totaal |
| Seizoen                        | Club               | Land           | Competitie     | Wed.       | Dlp.       | Wed.  | Dlp.  | Wed.           | Dlp.           | Wed.   | Dlp.   | Wed.   | Dlp.   |
| ------------------------------ | ------------------ | -------------- | -------------- | ---------- | ---------- | ----- | ----- | -------------- | -------------- | ------ | ------ | ------ | ------ |
| 2011/12                        | Vejle BK Kolding   | Denemarken     | 1. division    | 6          | 1          | 0     | 0     | –              | –              | –      | –      | 6      | 1      |
| 2012/13                        | Vejle BK Kolding   | Denemarken     | 1. division    | 0          | 0          | 0     | 0     | –              | –              | –      | –      | 0      | 0      |
| 2012/13                        | FC Midtjylland     | Denemarken     | Superligaen    | 5          | 0          | 0     | 0     | –              | –              | –      | –      | 5      | 0      |
| 2013/14                        | FC Midtjylland     | Denemarken     | Superligaen    | 31         | 0          | 1     | 0     | –              | –              | –      | –      | 32     | 0      |
| 2014/15                        | FC Midtjylland     | Denemarken     | Superligaen    | 26         | 1          | 0     | 0     | 2              | 0              | –      | –      | 28     | 1      |
| 2015/16                        | FC Midtjylland     | Denemarken     | Superligaen    | 13         | 1          | 2     | 0     | 2              | 0              | –      | –      | 17     | 1      |
| 2016/17                        | FC Midtjylland     | Denemarken     | Superligaen    | 20         | 1          | 1     | 0     | 8              | 0              | 0      | 0      | 29     | 1      |
| 2016/17                        | SV Darmstadt 98    | Duitsland      | Bundesliga     | 9          | 0          | 0     | 0     | –              | –              | –      | –      | 9      | 0      |
| 2017/18                        | SV Darmstadt 98    | Duitsland      | 2. Bundesliga  | 8          | 1          | 1     | 0     | –              | –              | –      | –      | 9      | 1      |
| 2017/18                        | → Roda JC Kerkrade | Nederland      | Eredivisie     | 14         | 0          | 0     | 0     | –              | –              | 2      | 0      | 16     | 0      |
| 2018/19                        | SV Darmstadt 98    | Duitsland      | 2. Bundesliga  | 0          | 0          | 0     | 0     | –              | –              | –      | –      | 0      | 0      |
| 2018/19                        | → Paphos FC        | Cyprus         | A Divizion     | 29         | 0          | 4     | 0     | –              | –              | –      | –      | 33     | 0      |
| 2019/20                        | SønderjyskE        | Denemarken     | Superligaen    | 18         | 1          | 2     | 0     | –              | –              | –      | –      | 20     | 1      |
| Carrièretotaal                 | Carrièretotaal     | Carrièretotaal | Carrièretotaal | 179        | 6          | 11    | 0     | 12             | 0              | 2      | 0      | 204    | 6      |
| Bijgewerkt op 31 december 2019 |                    |                |                |            |            |       |       |                |                |        |        |        |        |